# 邦费罗尼校正
邦费罗尼校正（英語：Bonferroni correction）是统计学中在多重比较时使用的一种校正方法，以意大利数学家卡罗·埃米利奥·邦费罗尼的名字命名。
令{\displaystyle H_{1},\ldots ,H_{m}}为一组假设，{\displaystyle p_{1},\ldots ,p_{m}}为每一假设相对应的p值。同时，{\displaystyle m}为零假设总数，{\displaystyle m_{0}}则为实际为真的零假设总数。族错误率（familywise error rate，简称FWER）指拒绝至少一个实际为真的零假设（即出现至少一次第一类错误）的概率。此时，邦费罗尼校正是指拒绝所有{\displaystyle p_{i}\leq {\frac {\alpha }{m}}}的零假设。在应用邦费罗尼校正后，FWER满足{\displaystyle {\text{FWER}}\leq \alpha }。这一结论可以由布尔不等式证明：
{\displaystyle {\text{FWER}}=P\left\{\bigcup _{i=1}^{m_{0}}\left(p_{i}\leq {\frac {\alpha }{m}}\right)\right\}\leq \sum _{i=1}^{m_{0}}\left\{P\left(p_{i}\leq {\frac {\alpha }{m}}\right)\right\}\leq m_{0}{\frac {\alpha }{m}}\leq m{\frac {\alpha }{m}}=\alpha .}
邦费罗尼校正是一种相对保守的FWER控制方法，会增加出现第二类错误的概率。

## 外部連結
- Bonferroni, Sidak online calculator （页面存档备份，存于）
- Multiple Testing Corrections in GeneSpring and Gene Expression data （页面存档备份，存于）